# Horenytschi
Horenytschi (ukrainisch Гореничі; russisch Гореничи Gorenitschi) ist ein Dorf in der ukrainischen Oblast Kiew mit etwa 2500 Einwohnern (2001).

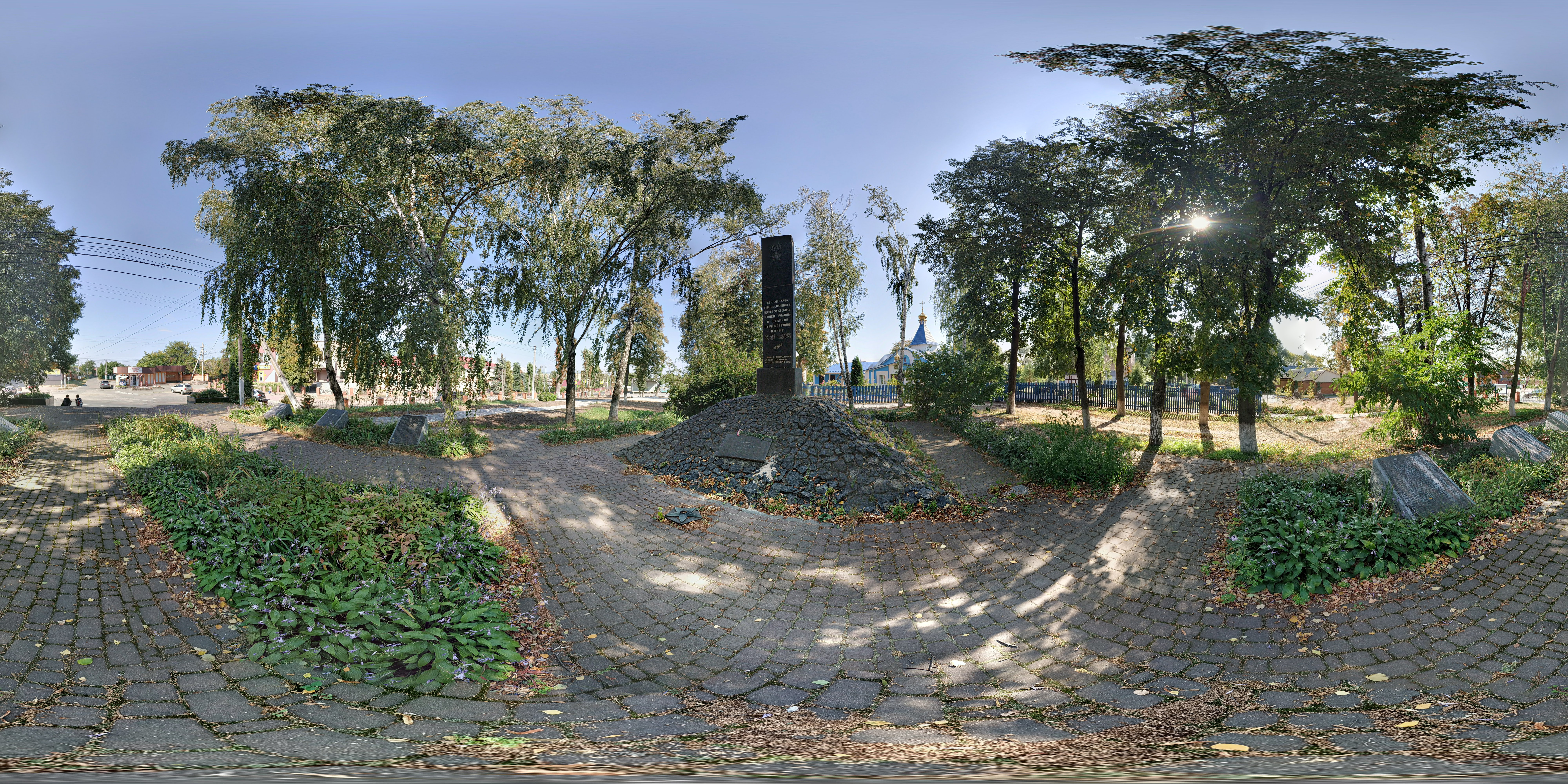
Denkmal im Ort

Das 1742 gegründete Dorf liegt am Ufer des Irpin und an der Fernstraße M 06/E 40 im Rajon Butscha, es grenzt im Osten an das Stadtgebiet von Kiew.
Am 12. Juni 2020 wurde das Dorf ein Teil der neugegründeten Landgemeinde Bilohorodka, bis dahin bildete es zusammen mit den Dörfern Hnatiwka (Гнатівка), Luka (Лука) und Stojanka (Стоянка) die Landratsgemeinde Horenytschi (Гореницька сільська рада/Horenyzka silska rada) im Südwesten des Rajons Kiew-Swjatoschyn.
Am 17. Juli 2020 kam es im Zuge einer großen Rajonsreform zum Anschluss des Rajonsgebietes an den Rajon Butscha.

## Söhne und Töchter der Ortschaft
- Petro Stebnyzkyj (1862–1923), Politiker, Schriftsteller, Journalist und Publizist